# Pipo Derani
Luís Felipe Derani (ur. 12 października 1993 w São Paulo) – brytyjski kierowca wyścigowy.

## Kariera

### Formuła Renault
Derani rozpoczął karierę w wyścigach samochodowych w wieku 16 lat w 2009 roku poprzez starty w Europejskim Pucharze Formuły Renault 2.0 oraz w Północnoeuropejskim Pucharze Formuły Renault 2.0. Podczas gdy w serii europejskiej zdobył tylko dwa punkty, w edycji północnoeuropejskiej dwukrotnie stawał na podium. Sezony zakończył odpowiednio na 27 i 7 pozycji w klasyfikacji generalnej.

### Formuła 3
W sezonie 2010 Pipo przeniósł się do Formuły 3, gdzie wystartował w niemieckiej edycji. Po 18 wyścigach miał na koncie 20 punktów, co dało mu 10 lokatę w klasyfikacji generalnej. Na 2011 rok podpisał kontrakt z ekipą Double R Racing na starty w Brytyjskiej Formule 3. W ciągu całego sezonu raz zdołał stanąć na podium. Z dorobkiem 36 punktów uplasował się na 15 miejscu w klasyfikacji końcowej. W kolejnym już sezonie startów w Brytyjskiej Formule 3 zdołał dwukrotnie zwyciężyć i pięciokrotnie stanąć na podium. Dało to mu 8 lokatę w klasyfikacji kierowców.
Na sezon 2013 Derani podpisał kontrakt z brytyjską ekipą Fortec Motorsport na starty w Europejskiej Formule 3. W ciągu 30 wyścigów, w których wystartował, trzykrotnie stawał na podium. Z dorobkiem 143 punktów uplasował się na ósmej pozycji w klasyfikacji generalnej.

## Statystyki
| Sezon | Seria                                            | Zespół               | Wyścigi | Zwycięstwa | PP | NO | Podium | Punkty | Pozycja |
| ----- | ------------------------------------------------ | -------------------- | ------- | ---------- | -- | -- | ------ | ------ | ------- |
| 2009  | Północnoeuropejski Puchar Formuły Renault 2.0    | Motopark Academy     | 16      | 0          | 0  | 1  | 2      | 192    | 7       |
| 2009  | Europejski Puchar Formuły Renault 2.0            | Motopark Academy     | 6       | 0          | 0  | 0  | 0      | 2      | 27      |
| 2009  | GT3 Brasil Championship                          | CRT Brasil           | 4       | 0          | 0  | 0  | 0      | 29     | 28      |
| 2010  | Niemiecka Formuła 3                              | Motopark Academy     | 18      | 0          | 0  | 0  | 0      | 20     | 10      |
| 2010  | GT Brasil - GT3                                  | WB Motorsport        | 2       | 0          | 0  | 0  | 0      | 6      | 35      |
| 2011  | Brytyjska Formuła 3                              | Double R Racing      | 30      | 0          | 0  | 0  | 1      | 36     | 15      |
| 2011  | Międzynarodowe Trofeum Formuły 3                 | Double R Racing      | 3       | 0          | 0  | 0  | 0      | N/A    | NS      |
| 2011  | Masters of Formula 3                             | Prema Powerteam      | 1       | 0          | 0  | 0  | 0      | N/A    | NS      |
| 2011  | Formula 3 Brazil Open                            | Hitech Racing Brazil | 1       | 0          | 0  | 0  | 0      | N/A    | NS      |
| 2012  | Brytyjska Formuła 3                              | Fortec Motorsport    | 28      | 2          | 0  | 2  | 5      | 146    | 8       |
| 2012  | Formuła 3 Euro Series                            | Fortec Motorsport    | 3       | 0          | 0  | 0  | 0      | N/A    | NS      |
| 2012  | Masters of Formula 3                             | Fortec Motorsport    | 1       | 0          | 0  | 0  | 0      | N/A    | 11      |
| 2012  | Grand Prix Makau                                 | Fortec Motorsport    | 1       | 0          | 0  | 0  | 0      | N/A    | 6       |
| 2012  | Formula 3 Brazil Open                            | Cesário Fórmula      | 1       | 0          | 0  | 0  | 0      | N/A    | NS      |
| 2013  | Masters of Formula 3                             | Fortec Motorsports   | 1       | 0          | 0  | 0  | 0      | N/A    | 8       |
| 2013  | Europejska Formuła 3                             | Fortec Motorsports   | 30      | 0          | 0  | 0  | 3      | 143    | 8       |
| 2013  | Toyota Racing Series                             | Giles Motorsport     | 15      | 1          | 0  | 0  | 3      | 625    | 7       |
| 2013  | Grand Prix Makau                                 | Fortec Motorsport    | 1       | 0          | 0  | 0  | 1      | N/A    | 3       |
| 2014  | Pro Mazda Winterfest                             | Team Pelfrey         | 4       | 0          | 0  | 0  | 2      | 68     | 5       |
| 2014  | Pro Mazda Championship Presented by Cooper Tires | Team Pelfrey         | 6       | 0          | 0  | 0  | 1      | 88     | 14      |
| 2014  | European Le Mans Series – LMP2                   | Murphy Prototypes    | 2       | 0          | 0  | 1  | 1      | 24     | 12      |
| 2014  | Niemiecka Formuła 3                              | ADM Motorsport       | 3       | 0          | 0  | 0  | 0      | 0      | NS†     |
| 2015  | 24h Le Mans (LMP2)                               | G-Drive Racing       | 1       | 0          | 0  | 0  | 0      | N/A    | 4       |

† – Derani nie był zaliczany do klasyfikacji.